# Wimper Guerrero
Wimper Orlando Guerrero Reasco (Babahoyo, Ecuador, 7 de febrero de 1982 - Babahoyo, 3 de agosto de 2014) fue un futbolista ecuatoriano que jugaba de mediocampista.

## Trayectoria
Wimper Guerrero empezó jugando en clubes como Independiente de Babahoyo, Santa Rita, Río Babahoyo y Venecia.
El 2006 llega a Emelec, club del que era hincha confeso. Ese año anotó un recordado gol olímpico a Liga de Quito, y fue subcampeón de Ecuador.
Luego jugó en los clubes Liga de Loja, Macará, Técnico Universitario y retornó a Venecia.
Tras retirarse tempranamente del fútbol profesional no se alejó del deporte ya que continuó jugando fútbol sala.

## Selección nacional
Con la Selección de fútbol de Ecuador Sub-17 disputó el Campeonato Sudamericano Sub-17 de 1997 en Paraguay.
Con la Selección de fútbol sala de Ecuador jugó las Eliminatorias Sudamericanas de Futsal 2012 en Brasil.

## Fallecimiento
El domingo 3 de agosto de 2014,  a la edad de 32 años, falleció en Babahoyo por un infarto al corazón. Vía Twitter muchas personas lamentaron y expresaron sus condolencias, entre ellas periodistas deportivos ecuatorianos, hinchas, y futbolistas como Jefferson Montero, Augusto Poroso y Felipe Caicedo.